# Boštjan Nachbar
Boštjan Nachbar (Slovenj Gradec, 3 luglio 1980) è un ex cestista sloveno.

## Carriera

### Club
Boki iniziò la sua carriera, come cestista professionista, nella stagione 1995-96 con la squadra slovena dello ZM Maribor Lumar, dove restò sino al 1997. Poi si trasferì allo KK Union Olimpija in cui restò sino al 2000.
Nel 2000 approda alla Benetton Basket, dove, l'anno successivo, esplode come giocatore, sia nel campionato italiano sia in Eurolega, facendo buone impressione ai scout NBA. Durante la stagione 2001-02, giocata sempre con la maglia della Benetton Treviso, conquista sia il campionato che la supercoppa italiana.
Nel Draft NBA 2002 venne scelto dagli Houston Rockets come numero 15; con questa franchigia militò per due anni, senza brillare particolarmente.
Nel 2004 passò ai New Orleans Hornets, qui disputò la sua miglior performance, in NBA, la fece proprio contro i Rockets, la sua ex squadra, segnando 21 punti.
Con i New Jersey Nets, per i quali giocò dal 2006, raggiunse l'apice della sua carriera, sfiorando la doppia cifra a partita nei punti e affermandosi come uno dei migliori specialisti della lega nel tiro da 3.
In NBA, tra il 2002 ed il 2008, ha collezionato 317 partite (7,1 punti/partita) in regular season e 18 nei playoff (7,4 punti/partita).
La stagione 2008-09 la gioca nel Campionato russo con la maglia della Dinamo Mosca. Dal 2009 milita nel Campionato turco con l'Efes Pilsen ed in entrambe le stagioni, 2009-2010 e 2010-2011, è stato eliminato nei playoff dal Fenerbahçe Ülker: alla prima stagione in finale 2-3 e nella seconda 0-3 nei quarti di finale.
Nel gennaio del 2012, dopo alcuni mesi di inattività per infortunio, firma un contratto con i russi dell'UNICS Kazan'.
Nell'estate 2012 firma con la squadra tedesca del Brose Baskets con la quale disputa il massimo campionato tedesco e l'Eurolega, tenendo una media di 18,2 punti a partita alla quarta giornata dei gironi. Nel 2013 passa al Barcellona.
Il 14 maggio 2018, Nachbar annuncia il suo ritiro dal basket professionistico dopo una carriera durata più di venti anni.

### Nazionale
Ha partecipato per tre volte alla fase finale dei Campionati Europei: nel 2003 in Svezia, nel 2005 in Serbia e Montenegro e nel 2009 in Polonia, chiudendo rispettivamente al 10º, al 6º ed al 4º posto in classifica.
Nel 2006 ha partecipato ai Campionato mondiale di pallacanestro maschile 2006 in Giappone, ma con la sua squadra è uscito agli ottavi terminando al 12º posto; nel 2010 ha partecipato ai Campionato mondiale di pallacanestro maschile 2010 in Turchia terminati all'8º posto.

## Statistiche

### NBA

#### Regular Season
| Anno      | Squadra         | PG  | PT | MP   | TC%  | 3P%  | TL%  | RP  | AP  | PRP | SP  | PP  |
| --------- | --------------- | --- | -- | ---- | ---- | ---- | ---- | --- | --- | --- | --- | --- |
| 2002-2003 | Houston Rockets | 14  | 1  | 5,5  | 35,5 | 20,0 | 50,0 | 0,8 | 0,2 | 0,1 | 0,1 | 2,1 |
| 2003-2004 | Houston Rockets | 45  | 3  | 11,5 | 35,6 | 36,5 | 72,4 | 1,6 | 0,7 | 0,3 | 0,3 | 3,1 |
| 2004-2005 | Houston Rockets | 16  | 2  | 12,8 | 34,9 | 47,6 | 75,0 | 1,9 | 0,6 | 0,1 | 0,0 | 3,1 |
| 2004-2005 | N.O. Hornets    | 55  | 4  | 20,7 | 39,7 | 37,1 | 83,8 | 2,8 | 1,2 | 0,5 | 0,3 | 8,1 |
| 2005-2006 | N.O. Hornets    | 25  | 13 | 16,2 | 33,9 | 29,8 | 69,4 | 2,0 | 0,9 | 0,5 | 0,2 | 5,0 |
| 2005-2006 | N.J. Nets       | 11  | 0  | 8,8  | 37,5 | 14,3 | 62,5 | 1,0 | 0,5 | 0,3 | 0,0 | 2,8 |
| 2006-2007 | N.J. Nets       | 76  | 1  | 20,2 | 45,7 | 42,3 | 80,5 | 3,3 | 0,8 | 0,4 | 0,3 | 9,2 |
| 2007-2008 | N.J. Nets       | 75  | 1  | 22,1 | 40,2 | 35,9 | 78,6 | 3,5 | 1,2 | 0,6 | 0,3 | 9,8 |
| Carriera  | Carriera        | 317 | 25 | 17,8 | 40,6 | 37,5 | 78,4 | 2,6 | 0,9 | 0,4 | 0,3 | 7,1 |

#### Playoffs
| Anno     | Squadra         | PG | PT | MP   | TC%  | 3P%  | TL%  | RP  | AP  | PRP | SP  | PP  |
| -------- | --------------- | -- | -- | ---- | ---- | ---- | ---- | --- | --- | --- | --- | --- |
| 2004     | Houston Rockets | 5  | 0  | 8,2  | 44,4 | 33,3 | 100  | 1,2 | 0,4 | 0,2 | 0,0 | 2,8 |
| 2006     | N.J. Nets       | 1  | 0  | 1,0  | -    | -    | -    | 0,0 | 0,0 | 0,0 | 0,0 | 0,0 |
| 2007     | N.J. Nets       | 12 | 0  | 23,4 | 42,1 | 37,5 | 95,5 | 2,9 | 1,5 | 0,6 | 0,1 | 9,9 |
| Carriera | Carriera        | 18 | 0  | 17,9 | 42,3 | 37,3 | 96,3 | 2,3 | 1,1 | 0,4 | 0,1 | 7,4 |

### Eurolega
| Anno      | Squadra       | PG  | PT | MP   | TC%  | 3P%  | TL%  | RP  | AP  | PRP | SP  | PP   |
| --------- | ------------- | --- | -- | ---- | ---- | ---- | ---- | --- | --- | --- | --- | ---- |
| 2000-2001 | Pall. Treviso | 13  | 1  | 8,6  | 41,7 | 42,9 | 64,0 | 1,8 | 0,7 | 0,5 | 0,2 | 4,0  |
| 2001-2002 | Pall. Treviso | 21  | 16 | 25,4 | 47,5 | 33,3 | 77,8 | 3,7 | 1,4 | 1,0 | 0,2 | 12,4 |
| 2009-2010 | Anadolu Efes  | 15  | 2  | 16,4 | 47,7 | 35,5 | 84,4 | 1,9 | 0,7 | 0,3 | 0,5 | 6,7  |
| 2010-2011 | Anadolu Efes  | 15  | 0  | 19,4 | 41,8 | 37,9 | 82,2 | 2,8 | 0,3 | 0,4 | 0,3 | 8,3  |
| 2011-2012 | UNICS Kazan'  | 7   | 0  | 14,1 | 37,0 | 50,0 | 83,3 | 2,4 | 0,6 | 0,3 | 0,1 | 4,0  |
| 2012-2013 | Bamberger     | 23  | 13 | 26,8 | 43,1 | 37,0 | 80,0 | 3,4 | 1,1 | 0,5 | 0,4 | 16,1 |
| 2013-2014 | Barcellona    | 28  | 6  | 18,3 | 43,7 | 36,0 | 73,3 | 3,0 | 1,0 | 0,4 | 0,1 | 7,9  |
| 2014-2015 | Barcellona    | 25  | 2  | 12,2 | 52,3 | 45,3 | 92,3 | 2,0 | 0,6 | 0,2 | 0,1 | 5,1  |
| Carriera  | Carriera      | 147 | 40 | 18,5 | 44,9 | 37,7 | 78,8 | 2,7 | 0,9 | 0,5 | 0,2 | 8,7  |

## Palmarès

### Squadra
- Campionato sloveno: 2

Olimpija Lubiana: 1997-1998, 1998-1999
- Campionato italiano: 1

Pall. Treviso: 2001-2002
- Campionato tedesco: 1

Brose Bamberg: 2012-2013
- Campionato spagnolo: 1

FC Barcelona: 2013-2014
- Coppa di Slovenia: 3

Olimpija Lubiana: 1998, 1999, 2000
- Coppa del Presidente: 2

Efes Pilsen: 2009, 2010
- Supercoppa italiana: 1

Pall. Treviso: 2001
- Supercoppa tedesca: 1

Brose Bamberg: 2012
- Liga catalana: 2

Barcellona: 2013, 2014

### Individuale
- All-ULEB Eurocup First Team: 1

Dinamo Mosca: 2008-2009